# 文莱投资局
文莱投资局（英語：Brunei Investment Agency）是一家文莱的国有企业，是一家主权财富基金，隶属于文莱财政部。

## 历史
1983年建立，投资项目不进行对外公布。截至2023年10月，该基金管理730亿美元。